# Giuliano Gozi
Giuliano Gozi (Cidade de San Marino, 7 de agosto de 1894 - 18 de janeiro de 1955) foi um militar e político san-marinhense que serviu como Secretário de Relações Exteriores de San Marino de 1918 a 1943. Ele também ocupou o cargo de capitão-regente de San Marino 5 vezes entre 1923 e 1941, liderando um governo inspirado no Fascismo italiano de Benito Mussolini.

## Biografia

### Serviço ao Exército Italiano
Nascido em 1894, Gozi estudou direito na Universidade de Bolonha durante os anos de 1914-1915, até que se alistou voluntariamente ao Exército Real Italiano durante a Primeira Guerra Mundial, embora de San Marino, se sentiu obrigado em servir ao país vizinho. Em novembro de 1915, foi nomeado segundo-tenente dos Alpini, sendo enviado com o Regimento para lutar na frente do Valle del Boite e em Tofane, onde obteve a Medalha de Bronze de Valor Militar.
Em 1916, foi promovido a tenente e enviado para treinar recrutas. Em agosto de 1917, serviu na segurança pública para conter os motins antiguerra de Torino; depois de Caporetto, em novembro deste mesmo ano, voltou ao front com o Batalhão Monte Pasubio do 6º Alpini, participando da resistência contra os austro-alemães no Monte Grappa e em Valdastico. Ele deixou o Exército Italiano em 4 de setembro de 1918 por motivos políticos e foi premiado com as medalhas de Cruz Vermelha Italiana, a Medalha de Prata da República de San Marino e a Medalha Inter-Aliada.

### Carreira política
Em 30 de abril de 1918, o Conselho Grande e Geral de San Marino nomeou Gozi como Secretário das Relações Exteriores de San Marino. Em 1922, Gozi fundou o Partido Fascista de San Marino; com a vitória do PFS nas eleições de 1923, Gozi dissolveria partidos e o Conselho Grande e Geral, substituído pelo Conselho Príncipe e Soberano, assim estabelecendo um regime aos moldes do fascismo italiano até 1943.

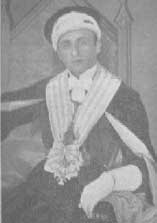
Gozi em 1923.

Em 1939 assinou a Convenção de amizade e boa vizinhança com o rei da Itália, Victor Emmanuel III, que vigora até os dias atuais. Em 17 de setembro de 1942, quatro anos após os italianos terem promulgado as leis raciais italianas de 1938, Gozi emitiu a lei racial nº 33, que proibia o casamento entre samarineses e estrangeiros ou judeus; casamentos com italianos não-judeus ainda eram permitidos.
Dias após o colapso do fascismo italiano, em 28 de julho de 1943, o regime fascista de Gozi entra em colapso após uma grande manifestação em San Marino. Com o advento da República de Saló, Gozi tentou reconstruir seu partido no ano seguinte - renomeado para Fascio Repubblicano di San Marino, existindo de janeiro até setembro de 1944.
No pós-guerra houve julgamentos dos participantes do fascismo samarinês, sendo Gozi também julgado. Em 1946, um decreto dos Capitães Regentes revogou seu título de conde, que lhe havia chegado pela via patrilinear, e a medalha de mérito de primeira classe; no mesmo procedimento, entre outras coisas, foi revogada a lei racial de 1942. Giuliano Gozi veio a falecer em 18 de janeiro de 1955, após uma longa doença.